# Dinastía Casita

Babilonia durante la dinastía casita. Siglo XIII

La dinastía casita o Dinastía III de Babilonia ca. (1550-1155 a. C.), procede del pueblo casita El origen de este pueblo no es bien conocido, pero parece proceder de los Montes Zagros, en la provincia iraní de Lorestán, aunque al igual que los elamitas, guteos, y manneos, estaban relacionados lingüísticamente con los proto-indoeuropeos, que llegaron a dominar la región mil años después.
Se conocen jefes tribales casitas desde el siglo XVIII a. C., cuando atacaron Babilonia, siendo repelidos por Šamšu-iluna  Esta dinastía es la más larga de Babilonia, y cubre buena parte del llamado «Período mesobabilónico» ca.(1595-1000 a. C.). Sin embargo, tardó más de un siglo en asentarse en Babilonia, en condiciones que permanecen oscuras, ya que las fuentes conocidas son escasas.
Sus reyes no fueron grandes conquistadores, pero emprendieron numerosos trabajos de construcción de templos, pusieron en cultivo nuevas tierras, y extendieron la cultura babilonia a todo el Oriente Medio. El antiguo país de Sumer y Acad pasó a llamarse « Karduniaš».

## Fuentes

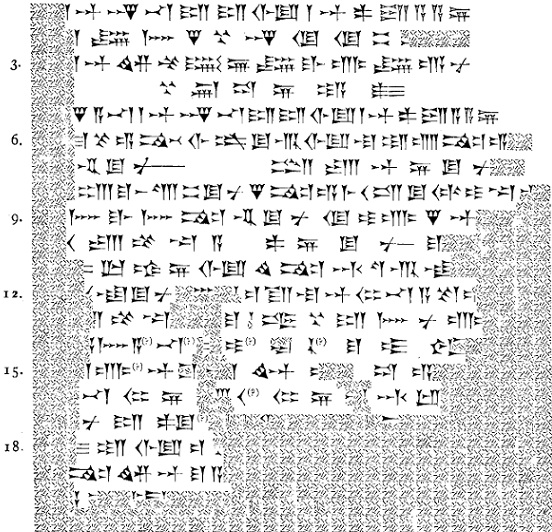
Texto de la tablilla 3045, carta entre Adad-šum-usur y Aššur-nirari III

## Historia política

### Orígenes mal conocidos
En 1595 a. C., el rey babilonio, Samsu-ditana es vencido por el hitita Mursili I, que se apodera de la estatua de Marduk, situada en el Esagila, el gran templo de Babilonia. Esta derrota significa el fin de una dinastía, ya muy debilitada por sus rivales. Según la Lista real babilonia, sería Agum II, el décimo soberano casita, el que se apoderó de Babilonia, después del saqueo de la ciudad por los hititas. Es posible que fuera aliado de estos.
El origen exacto de los casitas no figura en los textos antiguos. Aparecen en el siglo XVIII a. C. en Babilonia, pero también en Siria y en la Alta Mesopotamia en los siglos siguientes. La mayoría de los especialistas sitúan su hogar en alguna parte de los Zagros.
El primer soberano casita, registrado como rey de Babilonia, parece ser Burna-Buriash I. Esta dinastía tuvo como rival a la I Dinastía del País del Mar, situada en el sur de Babilonia, que fue vencida al principio del siglo XV a. C., por Ulamburiash y Agum III. A partir de ese momento, la preponderancia de Babilonia en Mesopotamia meridional no es contestada, y los soberanos casitas son dueños de todo el País de Sumer y de Acad, que pasa a llamarse País de Karduniaš.
La única ganancia territorial notable efectuada por los soberanos casitas, después de esto, es la isla de Baréin, llamada entonces, Dilmun, donde se ha encontrado un sello con el nombre del gobernador babilonio de la isla.

### Relaciones diplomáticas

Mapa de Oriente Próximo. Siglo a. C.

Los siglos XIV a. C. y XIII a. C. marcan el apogeo de la dinastía casita de Babilonia. Sus reyes son iguales de los más grandes del período: Egipto, Imperio hitita, Mitani, o Asiria, con los que sostienen relaciones diplomáticas, en las que tienen el privilegio de llevar el título de «gran rey», como atestiguan las Cartas de Amarna. La lengua empleada es el idioma acadio, bajo la forma medio-babilonia, que es la lengua diplomática, en continuidad con el período precedente.
Los matrimonios dinásticos casitas se celebraron con hititas y elamitas. Burna-Buriash II casó a una de sus hijas con el faraón Amenhotep IV, y a otra con el hitita, Suppiluliuma I, mientras que él se casó con la hija del rey asirio, Assur-uballit I. Princesas babilonias se casaron con soberanos elamitas. Las razones son varias: reforzar lazos políticos, apaciguar posibles tensiones, o conseguir medios de ganar influencia y prestigio.

### Conflictos con Asiria y Elam
Babilonia se vio envuelta en una serie de conflictos con Asiria, Assur-uballit I, soberano asirio se liberó del dominio de Mitani, hacia 1365 a. C.. Fue el comienzo del enfrentamiento plurisecular entre el sur y el norte de Mesopotamia. Burna-Buriash II vio con malos ojos la independencia de Asiria, a la que consideraba un reino vasallo, pero finalmente, se casó con una hija del rey asirio, con la que tuvo a Karakhardash. Éste fue pronto asesinado, y sustituido por Nazi-Bugash. Assur-uballit reaccionó, e invadió Babilonia para entronizar a su nieto, Kurigalzu II, que le fue fiel mientras vivió, pero no al rey asirio siguiente, Enlil-nirari. Siguieron los conflictos durante más de un siglo, culminando en el enfrentamiento entre Kashtiliash IV, y Tukulti-Ninurta I. Este último consiguió invadir Babilonia, y saquear la capital, deportando a miles de personas.
La situación se hizo cada vez más confusa, pues los asirios no consiguieron establecer una dominación duradera sobre Babilonia, a pesar de la voluntad de Tukulti-Ninurta. El rey elamita, Kidin-Hutran se mezcló en el conflicto, quizá por solidaridad matrimonial con los reyes casitas, devastando Nippur, con lo que los soberanos impuestos por los asirios en el trono de Babilonia fueron derrocados, uno tras otro.
Tras el asesinato de Tukulti-Ninurta en 1208 a. C., y las revueltas que sacudieron Asiria, los reyes de Babilonia consiguieron recuperar su autonomía, y fue Marduk-apla-iddina I quien ayudó al asirio Ninurta-apil-Ekur a tomar el poder. Tanto, Babilonia, como Asiria, salieron debilitadas de estos conflictos, y el rey elamita, Shutruk-Nahhunte, invadió Mesopotamia, reclamando sus derechos sobre el trono de Babilonia, por su matrimonio con una princesa casita.

### La caída de la dinastía

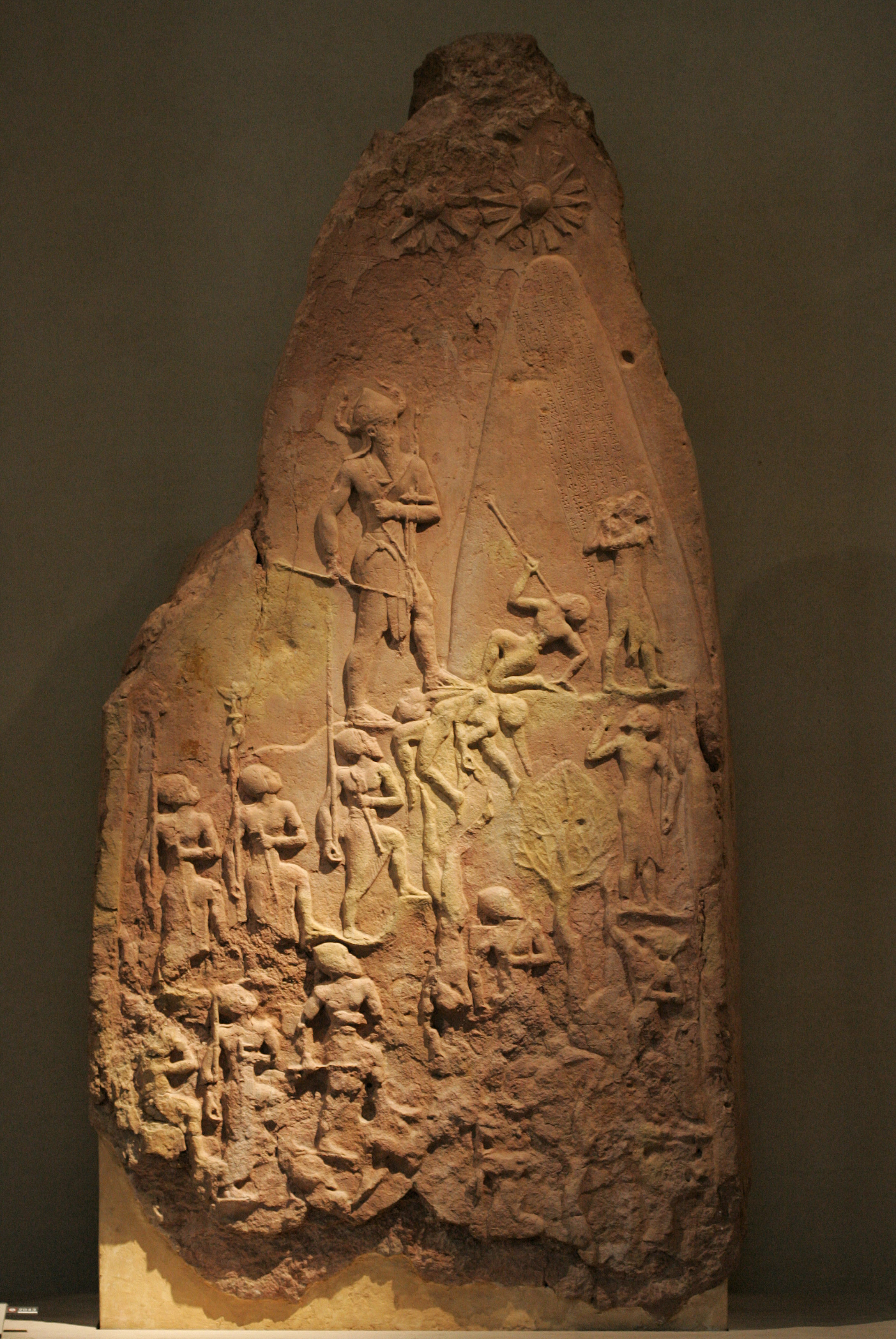
Estela de Naram-sin

Hacia 1160, después que Marduk-apla-iddina hubo conseguido estabilizar el poder en Babilonia, Shutruk-Nahhunte invadió el país y saqueó las grandes ciudades. Varios de los monumentos mayores de la historia mesopotámica fueron llevados a la capital elamita, Susa, entre ellos, la estela de Naram-Sin, la estela del código de Hammurabi, y otras estatuas y estelas de diversas épocas, como los kudurru casitas. Tras varios años de resistencia, el siguiente rey elamita, Kutir-Nahhunte III, dio el golpe de gracia a la dinastía, hacia 1155 a. C., llevándose la estatua del dios Marduk a Elam, como símbolo de la sumisión de Babilonia.

## Las instituciones
La documentación sobre el período casita es poco abundante, comparada con la del período precedente, y se concentra, esencialmente, sobre los siglos XIV a. C. y XIII a. C.. Además, está poco estudiada, y se sabe poco de los aspectos socioeconómicos de Babilonia de esta época. El mayor corpus está constituido por un lote de 12.000 tablillas encontradas en Nippur, que apenas han sido todavía publicadas y estudiadas. Otros archivos se han encontrado en cantidad limitada en otros sitios. A estas fuentes, se añaden los kudurru, y algunas inscripciones reales.

### El rey
El rey casita se designa con varios títulos: el nuevo de «rey de Karduniaš», al lado de los tradicionales «rey de las cuatro regiones»,  «rey de la totalidad», y «rey de Sumer y Acad». El primero indica que, en adelante, el rey se considera dueño del territorio que comprende a toda Babilonia. Recupera los atributos tradicionales de la monarquía mesopotámica, es un rey guerrero, el juez supremo del reino, y el constructor que se cuida especialmente de los templos de las divinidades tradicionales. Toda su familia se implica en el ejercicio de altos cargos, como general del ejército o gran sacerdote de Enlil.

### La administración
En el entorno real, aparecen nuevos títulos, como el de šakrumaš, de origen casita, que parece designar a un jefe militar, o el de kartappu, que es en origen un conductor de caballos. Si la organización del ejército es mal conocida, al menos se sabe de una innovación importante en las técnicas militares, como la aparición del carro ligero y el empleo de caballos. Entre los altos dignatarios, los sukkallu parecen designar a cargo equivalente al de ministro. Las funciones de todos estos personajes están mal definidas, y son, probablemente inestables. En todo caso, los casitas han integrado a numerosos dignatarios de Babilonia, sin tratar de monopolizarlos.
La administración provincial es mejor conocida. El reino se divide en provincias, dirigidas por gobernadores. El gobernador de Nippur parece disponer de un poder mayor que los demás. Los gobernadores se suceden, a menudo, dentro de una misma familia. A nivel local, las ciudades son administradas por un alcalde. Los particulares deben pagar impuestos al poder real, o realizar tareas en su nombre, y sus bienes, a veces, pueden ser requisados. También pueden ser eximidos del pago de ciertas tierras.

### Las donaciones reales

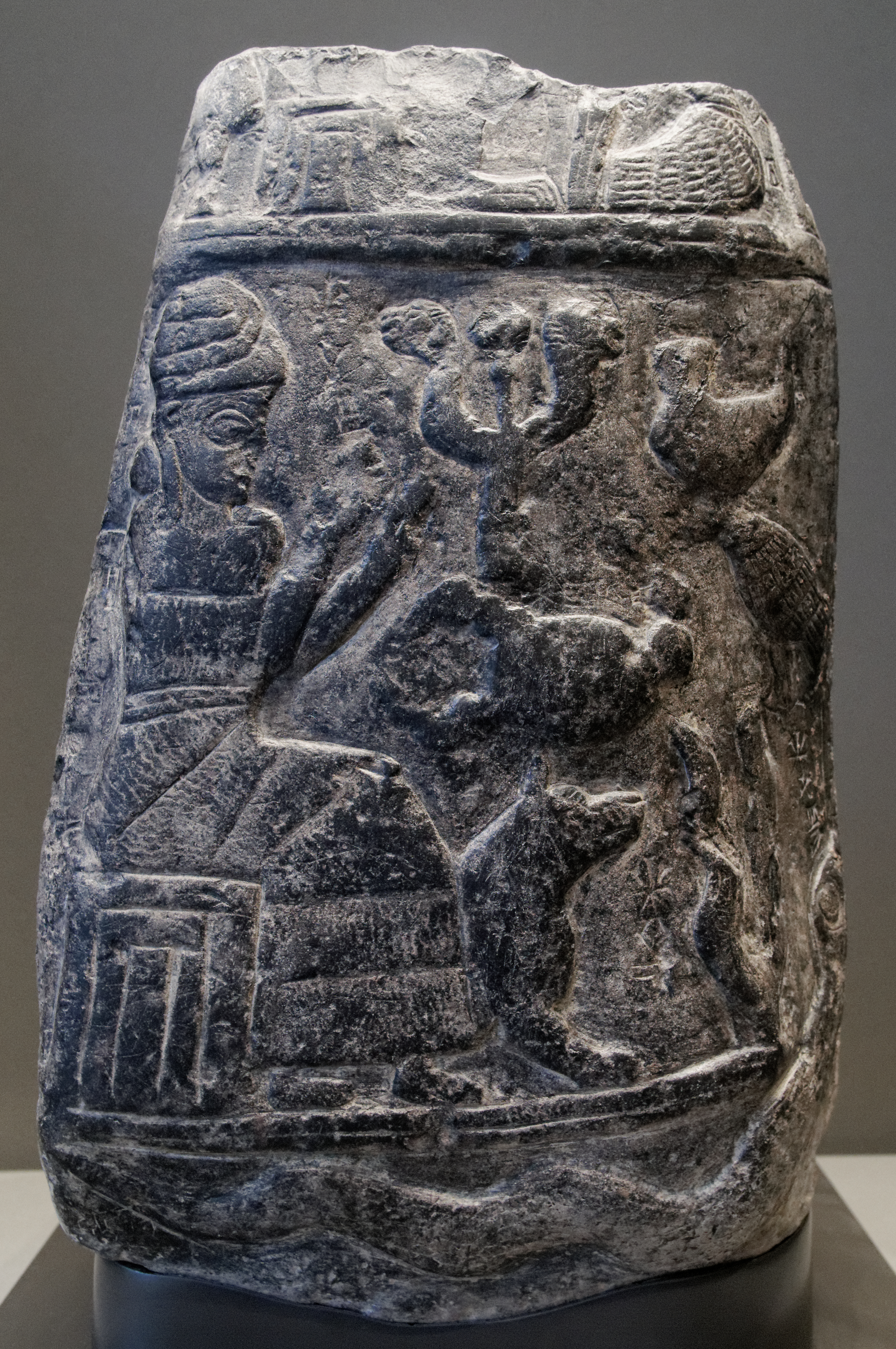
Kudurru de Marduk-apla-iddina I
Museo del Louvre

Las instituciones económicas dominantes son los templos y los palacios, pero existe poca información sobre ellas. Uno de los raros aspectos de la organización económica que se conocen bien son las donaciones de tierras efectuadas por el rey. Se trata de un fenómeno particular, que parece iniciarse en este período, pues en el anterior, las tierras concedidas no lo eran de manera definitiva.
Estas transacciones están registradas sobre los kudurru, de los que unos cuarenta corresponden a la época casita. Se trata de estelas divididas en secciones, con la descripción de la donación, los derechos y deberes del beneficiario, y a menudo, bajorrelieves esculpidos. Se colocaban en templos, bajo la protección de los dioses. Se hacían a altos dignatarios, como recompensa por la lealtad del personaje, o de algún acto distinguido. También los grandes templos recibieron importantes dominios. Algunas donaciones se acompañaban de exención de impuestos o de prestaciones.

## Economía
La economía de la Babilonia casita es mal conocida. La situación del mundo rural es oscura, porque las fuentes se reducen a los kudurru y a algunas tablillas económicas. Las prospecciones arqueológicas realizadas en la Baja Mesopotamia indican que la recuperación de la crisis del final del período paleo-babilónico fue lenta, viendo un fuerte decrecimiento de los asentamientos. El fenómeno de reocupación de los hábitats es real, pero se centra en pequeños pueblos rurales, mientras que los centros urbanos que dominaban antes, ven reducida su superficie, lo que indica un proceso de ruralización. Esto podría estar acompañado por una bajada de la producción agrícola, quizá agravada en regiones como Uruk, por el desvío de los cursos de agua.

### Artesanía y comercio
Los archivos de Dur-Kurigalzu muestran la entrega de materias primas (piedra, metal) a artesanos que trabajaban por cuenta de un templo. Parece que el comercio a larga distancia estaba bastante desarrollado, especialmente hacia el Golfo Pérsico, (Dilmun/Baréin), y el Oriente Medio. Las Cartas de Amarna muestran que el rey se interesa por la suerte de mercaderes babilonios en asuntos de Palestina, pero no se puede saber si estos comerciantes trabajaban por cuenta del palacio. Los intercambios diplomáticos entre las cortes reales, aun sin ser asimilables al comercio internacional, contribuían a la circulación de bienes, así los casitas parecen haber importado oro de Egipto en cantidades importantes, y haber exportado a sus vecinos, caballos y lapislázuli.

## Religión

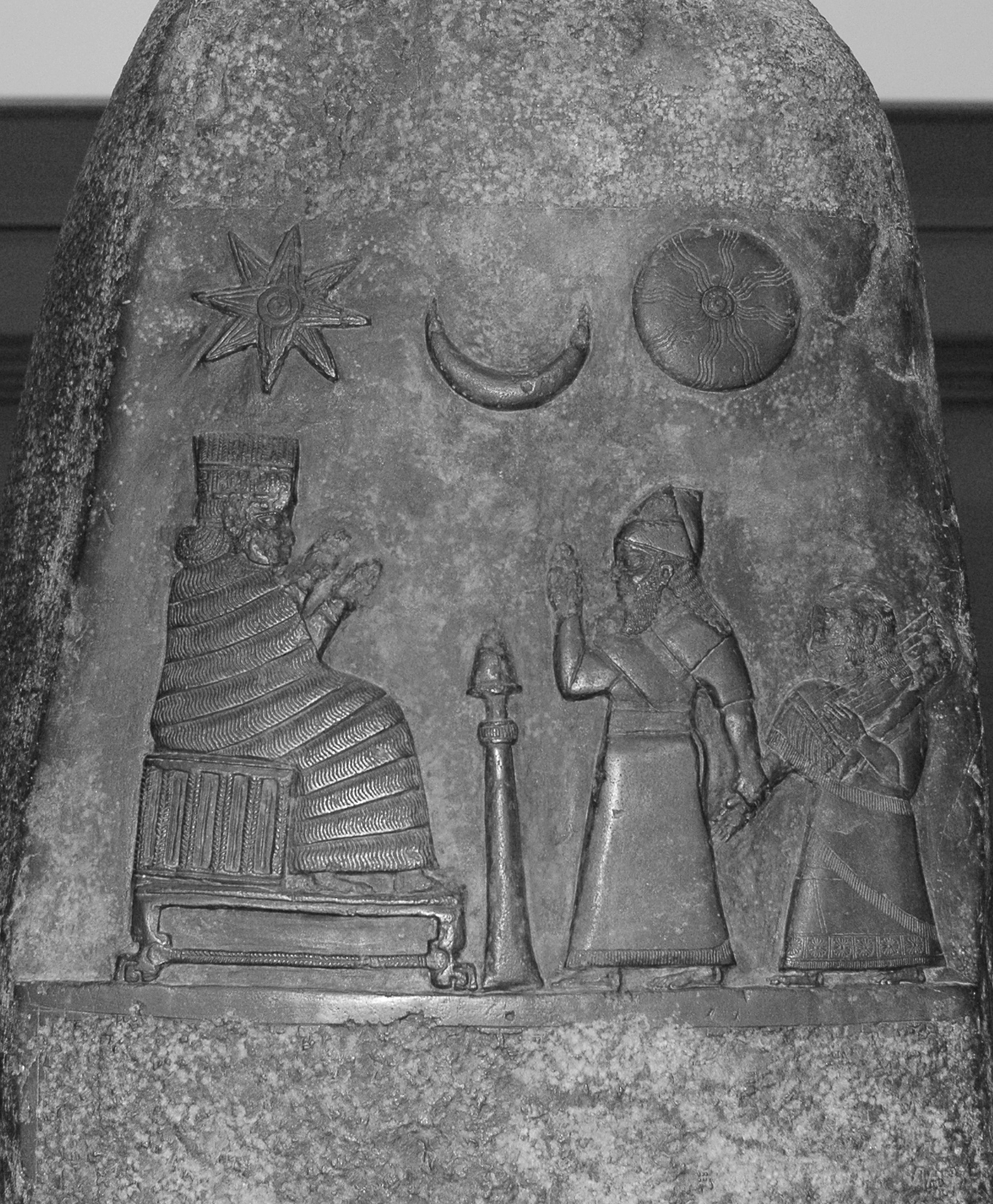
Kudurru de Meli-Shipak
Museo del Louvre

El panteón mesopotámico del período casita no sufre modificaciones profundas en relación con el período precedente. Esto es visible en el bajorrelieve de un kudurru de Meli-Shipak, conservado actualmente en el Museo del Louvre. Las divinidades invocadas como garantes de la donación de tierra, que consagra esta estela, están representadas siguiendo una organización funcional y jerárquica: la cumbre está ocupada por los símbolos de las divinidades que dominan tradicionalmente el panteón mesopotámico: Enlil, que permanece como el rey de dioses, Anu, Sîn, Shamash, Ishtar, y Enki. Los soberanos casitas se funden en el molde religioso mesopotámico. Pero la preponderancia cultural de Babilonia, y el crecimiento del papel del sacerdote de su templo principal, Esagila, tienden a hacer del dios tutelar de la ciudad, Marduk, una divinidad cada vez más importante en el panteón babilonio, hacia el final del período casita. Su hijo, Nabu, dios de la sabiduría, y Gula, diosa de la medicina, tienen también una popularidad creciente.
Los diferentes trabajos promovidos por los reyes en los templos son mal conocidos a nivel arquitectónico, aunque parece que hubo algunas innovaciones. Se conoce un pequeño templo con decoración original en Uruk, dedicado a Eanna, bajo el reinado de Karaindash, y trabajos efectuados bajo Burna-Buriash II en el Ebabbar, templo del dios Shamash, en Larsa. Pero es sobre todo Kurigalzu I, quien emprendió la construcción y reparación de varios templos en grandes ciudades de Babilonia: Babilonia, Nippur, Acad, Kish, Sippar, Ur, Uruk y Dur-Kurigalzu. Recuperando el papel tradicional del rey babilonio protector del culto a los dioses, los reyes casitas juegan un papel crucial en el restablecimiento del funcionamiento normal de muchos de estos santuarios, que habían cesado de funcionar después del abandono al final delperíodo paleo-babilónico.

## Literatura

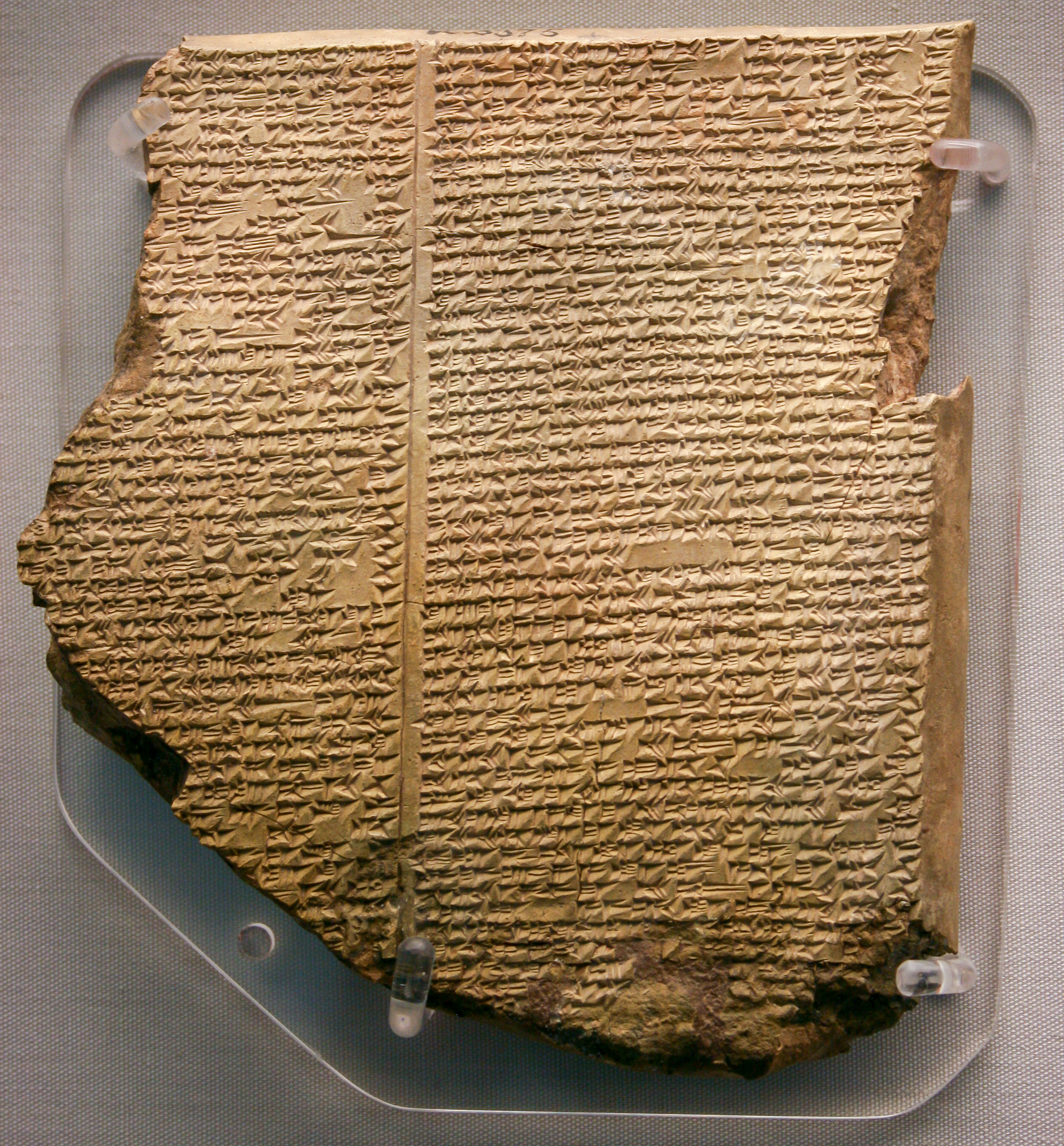
Tablilla del diluvio de la Epopeya de Gilgamesh
Museo Británico

Los textos escolares hallados en Nippur muestran que las estructuras del aprendizaje de los escribas permanecen similares a las del período paleobabilónico. Sin embargo, aparece un cambio importante: en adelante, los cursos en acadio se incluyen en el curso escolar, lo que acompaña a la evolución de la literatura mesopotámica, cada vez más escrita en este idioma, aunque todavía permanece el sumerio. El período casita pone a punto la forma literaria del acadio clásico, que queda fijado para los siglos siguientes.
Varias obras fundamentales de la literatura mesopotámica se ponen a punto con criterios de uniformidad, en lugar de las distintas variantes anteriores. Entre las realizaciones importantes, se pueden mencionar la redacción canónica de listas lexicales, la redacción de un Himno a Shamash, y otro dedicado a Gula. Es corriente, también, atribuir a este período la versión estándar de la Epopeya de Gilgamesh.
Uno de los fenómenos notables de la literatura medio-babilónica es el hecho de que muchas obras reflexionan sobre el destino humano, en particular, las relaciones entre dioses y hombres. Esto se refleja en las obras de la literatura sapiencial mesopotámica, existente desde un milenio atrás, pero que llega ahora a su plena madurez. El monólogo del justo sufriente cuenta sobre un hombre justo y piadoso, lamentándose sobre su desgracias. El Diálogo del pesimismo, posterior al período casita, propone una reflexión similar, bajo la forma de diálogo satírico. Las versiones posteriores de la Epopeya de Gilgamesh reflejan también esta evolución, mientras que la versión primitiva se centra en el aspecto heroico de Gilgamesh

## Arte

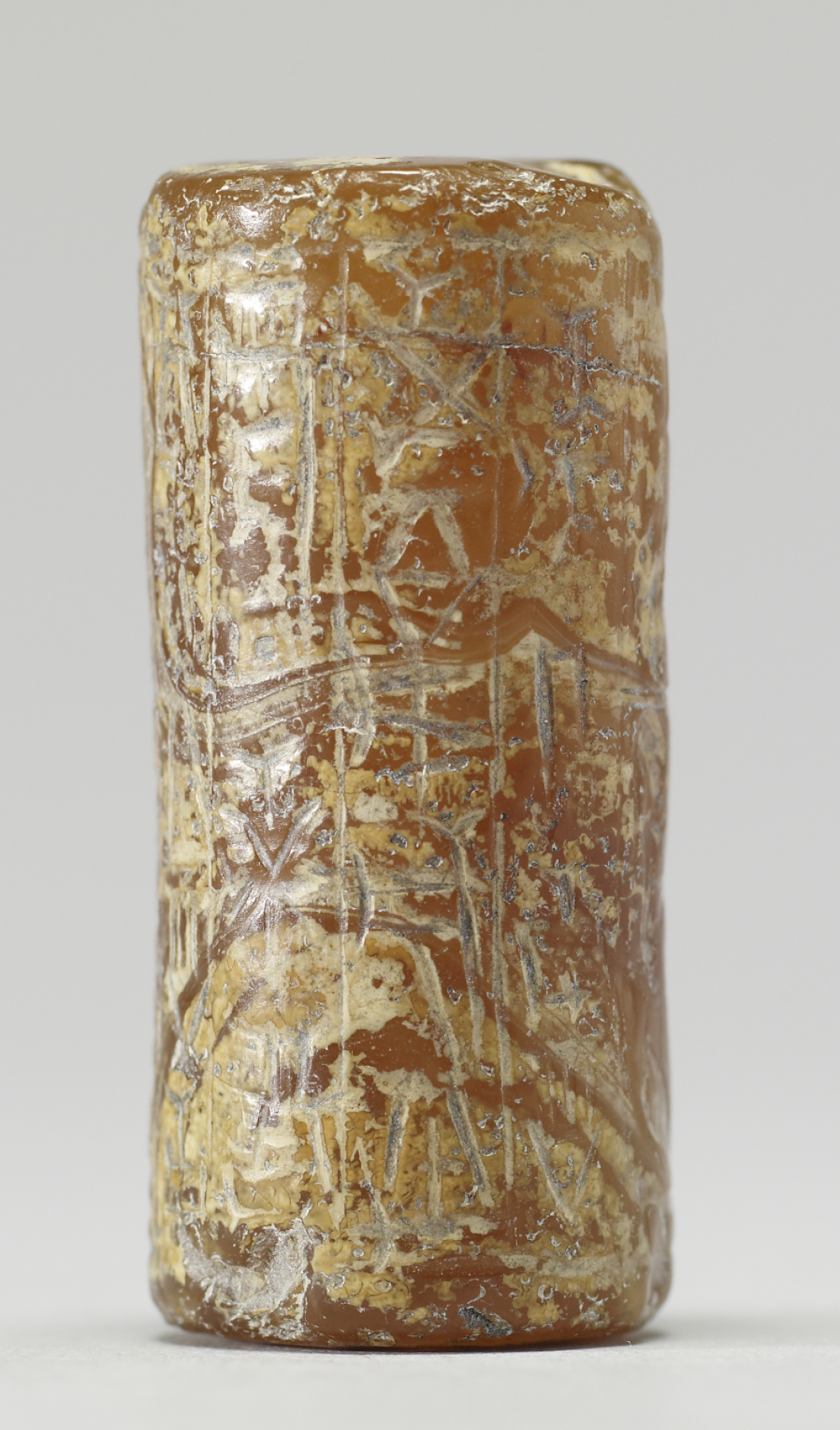
Sello cilíndrico casita

La llegada de los casitas no modificó las tradiciones arquitectónicas y artísticas, incluso cuando tuvo lugar alguna evolución.·.
En los pocos barrios que se han descubierto en los sitios de Ur, Nippur y Dur-Kurigalzu, no se notan cambios notables, respecto al período precedente. En cambio, la arquitectura sacra, aunque mal conocida, parece testimoniar ciertas innovaciones. El pequeño santuario construido bajo Karaindash, en el complejo de Eanna, tiene una fachada decorada con ladrillos cocidos moldeados, figurando divinidades protectoras de las aguas, tipo de ornamentación que es una innovación. Pero la arquitectura oficial está, sobre todo representada en Dur-Kurigalzu, ciudad nueva construida a instigación de uno de los dos reyes de nombre Kurigalzu, que muestra, por el gran tamaño de sus edificios principales, que se ha franqueado una nueva etapa en la monumentalidad. Se ha descubierto una parte de un vasto complejo palacial de 42.000 m², organizado en varias unidades. Ciertas salas están decoradas con pinturas, especialmente de procesiones de personajes masculinos. Al sudeste del palacio se encontraba un conjunto cultural, dedicado a Enlil, dominado por un zigurat, cuyas ruinas se elevan todavía, más de 57 metros de altura.
La escultura está representada por bajorrelieves que adornan los kudurru, cuya iconografía es particularmente interesante. Se trata de símbolos de las divinidades garantes del acto jurídico representado sobre la estela, que reemplazan a las representaciones antropomórficas anteriores. También hay representaciones de personajes: un kudurru de Meli-Shipak representa al rey, que lleva de la mano a su hija, a la que ha donado un dominio, relatado en la estela, y la presenta a la diosa Nanaya, garante del acto, sentada en un trono. Por encima, están representados los símbolos de los dioses astrales, Sin (luna creciente), Shamash (disco solar), e Ishtar (estrella de la mañana).
La utilización de materiales vítreos se desarrolla mucho en la segunda mitad del segundo milenio, con la técnica del esmalte de varios colores. Se utiliza para producir vasos, y también elementos arquitectónicos de arcilla, cubiertos de esmalte, como tejas y ladrillos. Las primeras formas de vidrio aparecen, igualmente, en este período, y esta técnica se emplea en la decoración con mosaicos.
Los temas de la glíptica conocen varias evoluciones, que los especialistas han resumido en tres o cuatro tipos:
- El tipo de sello del comienzo del período retoma la tradición del período precedente: asocia a una diosa sentada y a un orante; el texto, muy desarrollado, es una oración votiva, y el material es de piedra dura.
- Luego se desarrolla un estilo casita más original, representando a un personaje central, a menudo, una especie de figura ctónica, un dios sobre una montaña, o saliendo de las aguas, un héroe o un demonio, o incluso unos árboles rodeados de genios.
- El estilo más tardío (« pseudo-casita »), grabado sobre piedra blanda. La imaginería está dominada por animales asociados a árboles, rodeados de frisos de triángulos.[52]

## Lista de reyes de la dinastía casita
La lista es incierta hasta Agum II.
- Gandash
- Agum I
- Kashtiliash I
- Ushshi
- Abirattash
- Kashtiliash II
- Urzigurumash
- Hurbazum
- Sipta'ulzi
- Agum II
- Burna-Buriash I
- Kashtiliash III
- Ulamburiash
- Agum III
- Kadashman-Harbe I
- Karaindash
- Kurigalzu I
- Kadashman-Enlil I (1374-1360) a. C.
- Burna-Buriash II (1359-1333) a. C.
- Kara-hardash (1333) a. C.
- Nazi-Bugash (1333) a. C.
- Kurigalzu II (1332-1308) a. C.
- Nazi-Maruttash (1307-1282) a. C.
- Kadashman-Turgu (1281-1264) a. C.
- Kadashman-Enlil II (1263-1255) a. C.
- Kudur-Enlil (1254-1246) a. C.
- Shagarakti-Shuriash (1246-1233) a. C.
- Kashtiliash IV (1232-1225) a. C.
- Enlil-nadin-shumi (1224) a. C.
- Kadashman-Harbe II (1223) a. C.
- Adad-shum-iddina (1222-1217) a. C.
- Adad-shum-usur (1216-1187) a. C.
- Meli-Shipak (1186-1172) a. C.
- Marduk-apla-iddina I (1171-1159) a. C.
- Zababa-shum-iddina (1158) a. C.
- Enlil-nadin-ahi (1157-1155) a. C.